# Pansarbandvagn 302
Pbv 302 – szwedzki transporter opancerzony skonstruowany w latach 60. XX wieku.
Na początku lat 60. szwedzka armia zamówiła w zakładach Hägglunds prototypy transportera opancerzonego. Zostały one dostarczone na przełomie 1962 i 1963 roku. Produkcję seryjną nowego wozu rozpoczęto w lutym 1966 roku. Po wyprodukowaniu 700 egzemplarzy produkcję zakończono w grudniu 1971 roku.
Do momentu wprowadzenia w latach 90. do uzbrojenia bwp CV90 transporter Pbv 90 był podstawowym pojazdem szwedzkiej piechoty zmechanizowanej.

## Wersje
- Pbv 302 - transporter opancerzony.
- Stripbv 3021 - wóz dowodzenia batalionu/brygady.
- Epbv 3022 - wóz rozpoznania artyleryjskiego.
- Bplpbv 3023 - wóz dowodzenia baterii dział samobieżnych.
- Rlpbv 3024 - wóz łączności z rozbudowanym wyposażeniem radiowym.
- Bgbv 82 - wóz pomocy technicznej.
- Brobv 941 - samobieżny most szturmowy.